# Lord Vinheteiro
Fabricio André Bernard Di Paolo, známý profesionálně jako Lord Vinheteiro, je brazilský pianista, zvukař, YouTuber, komentátor a humorista.
Fabricio se začal učit hudbu ve věku 8 let, na soukromých hodinách studoval hlavně klavír a housle; později nastoupil na Institut umění (IA) UNESP. Kromě klavíru je Lord hudebním producentem a zvukařem, který se také naučil hrát na baskytaru a akordeon. Vinheteiro má vysokoškolské veterinární vzdělání, ale jeho oddanost hudbě mu nikdy nedovolila pracovat jako veterinář.
Lord Vinheteiro produkuje téměř každý týden pro svůj kanál YouTube, kde ho sleduje téměř 7 milionů diváků.